# 漆原啓子
漆原 啓子（うるしはら けいこ、1963年4月16日 - ）は、東京都生まれのヴァイオリニスト。ヴァイオリニストの漆原朝子は実妹。

## 経歴
6歳からヴァイオリンを始めた。1978年、中学校3年生の時、第47回日本音楽コンクールで第3位、海外派遣コンクールで松下賞を受賞した。1979年、東京藝術大学音楽学部附属音楽高等学校に入学。1981年、第8回ヴィエニアフスキ国際ヴァイオリン・コンクールで最年少18歳で日本人初の第1位を獲得した
1982年、東京藝術大学に入学し、本格的な演奏活動を始めた。1985年、ハレー・ストリング・クァルテットを結成し、1986年、民音コンクール室内楽第1部門で斎藤秀雄賞を受賞した。

## レコーディング
- ケイコ・ブリランテ（1986年5月、フォンテック、ピアノ：林裕子）
- ベートーヴェン：スプリングソナタ（1989年5月、フォンテック、ピアノ：迫昭嘉）
- マイ・フェイヴァリット・メロディー（1990年11月、フォンテック、ピアノ：岩崎淑）
- ブラームス：ヴァイオリン・ソナタ集（1993年1月、フォンテック、ピアノ：ヤン・パネンカ）
- ポロネーズ・ブリランテ（1993年9月、フォンテック、ピアノ：デヴィッド・コレヴァー）
- モーツァルト：ヴァイオリン・ソナタ集（2000年12月、フォンテック、ピアノ：清水和音）
- マイ・フェイバリット・メロディー2（2003年11月、フォンテック、ピアノ：林絵里）
- ベートーヴェン：ヴァイオリン・ソナタ　第1番･第2番･セレナーデ（2011年10月21日、日本アコースティックレコーズ、ピアノ：練木繁夫）
- ベートーヴェン：ヴァイオリン・ソナタ　第3番･第4番･第5番（2009年9月21日、日本アコースティックレコーズ、ピアノ：練木繁夫）
- ベートーヴェン：ヴァイオリン・ソナタ　第6番･第7番･第8番（2010年9月21日、日本アコースティックレコーズ、ピアノ：練木繁夫）
- ベートーヴェン：ヴァイオリン・ソナタ　第9番･第10番（2011年10月21日、日本アコースティックレコーズ、ピアノ：練木繁夫）
- J.S.バッハ：無伴奏ヴァイオリンのためのソナタとパルティータ（全曲）（2011年5月7日、日本アコースティックレコーズ）
- チャイコフスキー&アレンスキー：ピアノ三重奏曲（2012年10月21日、日本アコースティックレコーズ、チェロ：向山佳絵子、ピアノ：練木繁夫）